# 蓬图瓦
蓬图瓦（法語：Pontoy，法語發音：[pɔ̃twa]；洛林语：Ponteu）是法国摩泽尔省的一个市镇，属于梅斯区。

## 地理
蓬图瓦（49°1'1"N, 6°17'3"E）面积10.12 平方千米，位于法国大東部大區摩泽尔省，该省份为法国东北部内陆省份，是洛林的一部分，西南接默尔特-摩泽尔省，东临下莱茵省，北与卢森堡和德国接壤。
与蓬图瓦接壤的市镇（或旧市镇、城区）包括：奥布、伯村、谢里塞、列翁、梅克勒沃、奥尔尼、索尔努瓦地区西利、索尔贝。

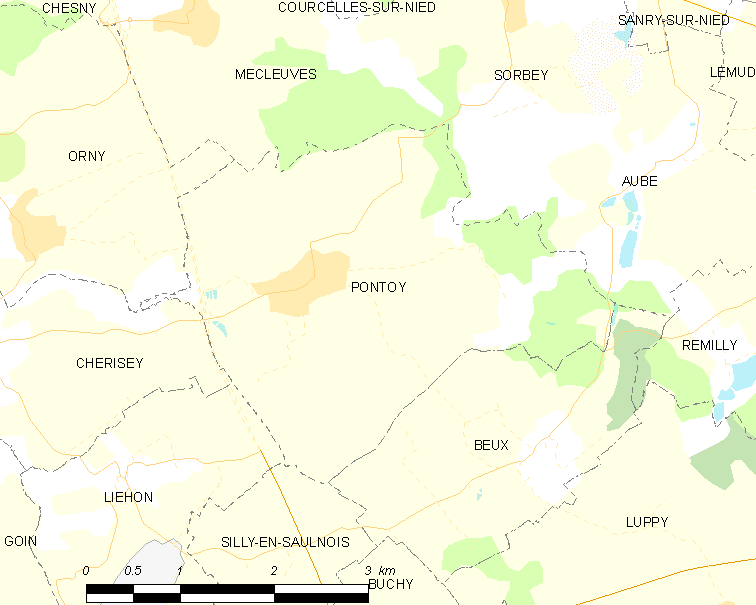
蓬图瓦的OSM定位图

蓬图瓦的时区为UTC+01:00、UTC+02:00（夏令时）。

## 行政
蓬图瓦的邮政编码为57420，INSEE市镇编码为57548。

## 政治
蓬图瓦所属的省级选区为福尔克蒙县。

## 人口

1962-2008年间蓬图瓦人口变化图示

蓬图瓦于2022年1月1日时的人口数量为601人。